# فهرست نمایندگان مجلس سنای ایالات متحده از نیویورک
این یک لیست از سناتورهای ایالات متحده است که به نمایندگی از ایالت نیویورک به مجلس راه یافته‌اند. 

## لیست سناتورها
| ردیف | نام                   | حزب         | مدت فعالیت    |
| ---- | --------------------- | ----------- | ------------- |
| ۱    | دانیل پاتریک موینیهان | حزب دموکرات | ۱۹۷۷-۲۰۰۱     |
| ۲    | هیلاری کلینتون        | حزب دموکرات | ۲۰۰۱-۲۰۰۹     |
| ۳    | کرستن جیلیبرند        | حزب دموکرات | ۲۰۰۹ - تاکنون |

## زندگی سابق سناتور ایالات متحده آمریکا از نیویورک
تا اکتبر ۲۰۱۶ دو سناتور سابق ایالات متحده از نیویورک زنده هستند یک نفر از کلاس ۱ و یک نفر از کلاس ۳.
| سناتور         | مدت خدمت    | کلاس | تاریخ تولد (سن)        |
| -------------- | ----------- | ---- | ---------------------- |
| آلفونسو داماتو | ۱۹۸۱ – ۱۹۹۹ | ۳    | ۱ اوت ۱۹۳۷ ‏(۸۷ سال)    |
| هیلاری کلینتون | ۲۰۰۱ – ۲۰۰۹ | ۱    | ۲۶ اکتبر ۱۹۴۷ ‏(۷۷ سال) |